# لادروم كلاسيك 2024
لادروم كلاسيك 2024 (بالفرنسية: Drôme Classic 2024)‏ هو سباق دراجات هوائية من فئة  1.1، وهو الموسم الحادي عشر من لادروم كلاسيك، وأقيم في 25 فبراير 2024 ضمن سباقات سلسلة سباقات الاتحاد الدولي للدراجات للمحترفين 2024.
فاز بالمركز الأول مارك هيرشي، وفاز بالمركز الثاني خوان أيوسو، وفاز بالمركز الثالث Maxim Van Gils ‏.

## الفرق
| فرق عالمية (9)- Arkéa-B&B Hotels - Cofidis - Decathlon-AG2R La Mondiale - Groupama-FDJ - Intermarché-Wanty - Lidl-Trek - Soudal Quick-Step - Team dsm-firmenich PostNL - UAE Team Emirates فرق برو (6)- بنجوال باوليز ساوكس دبليو بي ‏ - Israel-Premier Tech - Lotto Dstny - TotalEnergies - سويس ريسينغ أكادمي 2024 ‏ - أونو-إكس موبيليتي ‏ فرق قارية (3)- CIC U Nantes Atlantique ‏ - Nice Métropole Côte d'Azur ‏ - Van Rysel–Roubaix ‏ |  |
| |  |

## المشاركون
| Cofidis COF | Cofidis COF      | Cofidis COF    |
| ----------- | ---------------- | -------------- |
| م           | عداء             | مرتبة          |
| 1           | أنتوني بيريز     | 35             |
| 2           | جون ازقيراي      | 30             |
| 3           | خيسوس هييرادة    | لم يكمل السباق |
| 4           | Axel Mariault ‏   | 20             |
| 5           | Jonathan Lastra ‏ | لم يكمل السباق |
| 6           | Harrison Wood ‏   | 79             |
| 7           | توماس شامبيون    | 78             |

| Soudal Quick-Step SOQ | Soudal Quick-Step SOQ | Soudal Quick-Step SOQ |
| --------------------- | --------------------- | --------------------- |
| م                     | عداء                  | مرتبة                 |
| 11                    | جيمس نوكس             | 56                    |
| 12                    | Paul Magnier ‏         | 38                    |
| 13                    | فوستو ماسنادا         | 76                    |
| 14                    | Antoine Huby ‏         | 24                    |
| 15                    | Gil Gelders ‏          | لم يكمل السباق        |
| 16                    | Louis Vervaeke ‏       | 37                    |
| 17                    | بيتر سيري             | 54                    |

| UAE Team Emirates UAD | UAE Team Emirates UAD | UAE Team Emirates UAD |
| --------------------- | --------------------- | --------------------- |
| م                     | عداء                  | مرتبة                 |
| 21                    | خوان أيوسو            | 2                     |
| 22                    | مارك هيرشي (طريق)     | 1                     |
| 24                    | دييغو يليسي           | لم يبدأ               |
| 25                    | Sjoerd Bax ‏           | لم يكمل السباق        |
| 26                    | Igor Arrieta ‏         | 55                    |
| 27                    | دومين نوفاك           | لم يكمل السباق        |

| Israel-Premier Tech IPT | Israel-Premier Tech IPT | Israel-Premier Tech IPT |
| ----------------------- | ----------------------- | ----------------------- |
| م                       | عداء                    | مرتبة                   |
| 31                      | كوربين سترونغ           | 8                       |
| 32                      | ستيفن وليامز            | 83                      |
| 33                      | نيك شولتز               | 32                      |
| 34                      | Marco Frigo ‏            | 52                      |
| 35                      | هوغو هول                | لم يكمل السباق          |
| 36                      | Nadav Raisberg ‏         | 80                      |
| 37                      | سيمون كلارك             | 32                      |

| Intermarché-Wanty IWA | Intermarché-Wanty IWA | Intermarché-Wanty IWA |
| --------------------- | --------------------- | --------------------- |
| م                     | عداء                  | مرتبة                 |
| 41                    | جورج تسيمارمان        | 25                    |
| 42                    | Francesco Busatto ‏    | 12                    |
| 43                    | ليليان كالجمان        | 29                    |
| 44                    | Rune Herregodts ‏      | لم يكمل السباق        |
| 45                    | Rein Taaramäe         | لم يكمل السباق        |
| 46                    | Sacha Prestianni‏      | 45                    |
| 47                    | Simone Gualdi ‏        | 41                    |

| Lidl-Trek LTK | Lidl-Trek LTK            | Lidl-Trek LTK  |
| ------------- | ------------------------ | -------------- |
| م             | عداء                     | مرتبة          |
| 51            | Mattias Skjelmose (طريق) | 5              |
| 52            | باوك موليما              | 22             |
| 53            | Amanuel Ghebreigzabhier ‏ | 31             |
| 54            | كوين سيمونز (طريق)       | 64             |
| 55            | جوليان برنارد            | 65             |
| 56            | Louis Leidert ‏           | لم يكمل السباق |
| 57            | فابيو فلين               | 63             |

| Groupama-FDJ GFC | Groupama-FDJ GFC      | Groupama-FDJ GFC |
| ---------------- | --------------------- | ---------------- |
| م                | عداء                  | مرتبة            |
| 61               | فالنتين مادواس (طريق) | 40               |
| 62               | Rémy Rochas ‏          | 62               |
| 63               | Kevin Geniets ‏        | 16               |
| 64               | Thibaud Gruel ‏        | 23               |
| 65               | Lorenzo Germani ‏      | لم يكمل السباق   |
| 66               | لارس فان دن بيرغ ‏     | لم يبدأ          |
| 67               | Maxime Decomble ‏      | لم يكمل السباق   |

| Team dsm-firmenich PostNL DFP | Team dsm-firmenich PostNL DFP | Team dsm-firmenich PostNL DFP |
| ----------------------------- | ----------------------------- | ----------------------------- |
| م                             | عداء                          | مرتبة                         |
| 71                            | رومان بارديه                  | 13                            |
| 72                            | وارن بارجويل                  | 4                             |
| 73                            | Kevin Vermaerke ‏              | 19                            |
| 74                            | كريس هاميلتون                 | 60                            |
| 75                            | رومان كومبو                   | 74                            |
| 76                            | Martijn Tusveld ‏              | 75                            |
| 77                            | باتريك بيفن                   | لم يكمل السباق                |

| Lotto Dstny LTD | Lotto Dstny LTD   | Lotto Dstny LTD |
| --------------- | ----------------- | --------------- |
| م               | عداء              | مرتبة           |
| 81              | Maxim Van Gils ‏   | 3               |
| 83              | إدواردو سيبولفيدا | لم يكمل السباق  |
| 84              | Sylvain Moniquet ‏ | 50              |
| 85              | يوناس غريغارد     | 84              |
| 86              | Jenno Berckmoes ‏  | 50              |
| 87              | Jarrad Drizners ‏  | لم يكمل السباق  |

| Decathlon-AG2R La Mondiale DAT | Decathlon-AG2R La Mondiale DAT | Decathlon-AG2R La Mondiale DAT |
| ------------------------------ | ------------------------------ | ------------------------------ |
| م                              | عداء                           | مرتبة                          |
| 91                             | بينوا كوسنيفروي                | 9                              |
| 92                             | Dorian Godon ‏                  |                                |
| 93                             | Clément Berthet ‏               | 34                             |
| 94                             | Nans Peters ‏                   | 26                             |
| 95                             | Bastien Tronchon ‏              | 6                              |
| 96                             | Paul Lapeira ‏                  | 7                              |
| 97                             | Jaakko Hänninen ‏               | لم يكمل السباق                 |

| Arkéa-B&B Hotels ARK | Arkéa-B&B Hotels ARK | Arkéa-B&B Hotels ARK |
| -------------------- | -------------------- | -------------------- |
| م                    | عداء                 | مرتبة                |
| 101                  | فينتشنزو ألبانيز     | 17                   |
| 102                  | كليمان فنتوريني      | 15                   |
| 103                  | Louis Barré ‏         | 42                   |
| 104                  | ميشيل رييس           | 58                   |
| 105                  | Simon Guglielmi ‏     | 87                   |
| 106                  | أنتوني ديلابلاسي     | 77                   |
| 107                  | Kévin Ledanois ‏      | 59                   |

| سويس ريسينغ أكادمي ‏ TUD | سويس ريسينغ أكادمي ‏ TUD | سويس ريسينغ أكادمي ‏ TUD |
| ----------------------- | ----------------------- | ----------------------- |
| م                       | عداء                    | مرتبة                   |
| 111                     | لوكاس أريكسون (طريق)    | 14                      |
| 112                     | Simon Pellaud ‏          | 71                      |
| 113                     | سيباستيان رايشنباخ      | 43                      |
| 114                     | Hannes Wilksch ‏         | 66                      |
| 115                     | Marco Brenner ‏          | 81                      |
| 116                     | Roland Thalmann ‏        | 44                      |
| 117                     | Aloïs Charrin ‏          | 85                      |

| أونو-إكس موبيليتي ‏ UXM | أونو-إكس موبيليتي ‏ UXM   | أونو-إكس موبيليتي ‏ UXM |
| ---------------------- | ------------------------ | ---------------------- |
| م                      | عداء                     | مرتبة                  |
| 121                    | Fredrik Dversnes ‏ (طريق) | 69                     |
| 122                    | يوهانس كولسيت ‏           | 21                     |
| 123                    | Ådne Holter ‏             | 82                     |
| 124                    | Simon Dalby (cyclist) ‏   | 39                     |
| 125                    | أودد كريستيان إيكينغ     | 46                     |
| 126                    | Magnus Kulset ‏           | 67                     |

| بنجوال باوليز ساوكس دبليو بي ‏ BWB | بنجوال باوليز ساوكس دبليو بي ‏ BWB | بنجوال باوليز ساوكس دبليو بي ‏ BWB |
| --------------------------------- | --------------------------------- | --------------------------------- |
| م                                 | عداء                              | مرتبة                             |
| 131                               | ماركو تيزا                        | 33                                |
| 132                               | Dimitri Peyskens ‏                 | 73                                |
| 133                               | فلوريس دي تير                     | 47                                |
| 134                               | Aaron Van der Beken ‏              | 72                                |
| 135                               | Louka Matthys ‏                    | 36                                |
| 136                               | Noah Detalle‏                      | لم يكمل السباق                    |
| 137                               | Lucas Jacques‏                     | لم يكمل السباق                    |

| TotalEnergies TEN | TotalEnergies TEN   | TotalEnergies TEN |
| ----------------- | ------------------- | ----------------- |
| م                 | عداء                | مرتبة             |
| 141               | Mathieu Burgaudeau ‏ | 18                |
| 142               | Sandy Dujardin ‏     | 11                |
| 143               | Jordan Jegat ‏       | 48                |
| 144               | الكسيس فويليرموز    | لم يكمل السباق    |
| 145               | Alan Jousseaume ‏    | لم يكمل السباق    |
| 146               | Fabien Grellier ‏    | لم يكمل السباق    |
| 147               | Mattéo Vercher ‏     | 62                |

| Nice Métropole Côte d'Azur ‏ NMC | Nice Métropole Côte d'Azur ‏ NMC | Nice Métropole Côte d'Azur ‏ NMC |
| ------------------------------- | ------------------------------- | ------------------------------- |
| م                               | عداء                            | مرتبة                           |
| 151                             | Jean-Louis Le Ny ‏               | 68                              |
| 152                             | Alexander Konijn ‏               | لم يكمل السباق                  |
| 153                             | Melvin Crommelinck ‏             | لم يكمل السباق                  |
| 154                             | Jonathan Couanon ‏               | لم يبدأ                         |
| 156                             | Andrea Mifsud ‏                  | 49                              |
| 157                             | Alexandre Léonien ‏              | لم يكمل السباق                  |

| Van Rysel–Roubaix ‏ VRR | Van Rysel–Roubaix ‏ VRR | Van Rysel–Roubaix ‏ VRR |
| ---------------------- | ---------------------- | ---------------------- |
| م                      | عداء                   | مرتبة                  |
| 161                    | Maxime Jarnet ‏         | 86                     |
| 162                    | Célestin Guillon ‏      | لم يكمل السباق         |
| 163                    | Maximilien Juillard ‏   | لم يكمل السباق         |
| 164                    | Rémi Capron ‏           | 57                     |
| 165                    | كيني مولي              | لم يكمل السباق         |

| CIC U Nantes Atlantique ‏ UCN | CIC U Nantes Atlantique ‏ UCN | CIC U Nantes Atlantique ‏ UCN |
| ---------------------------- | ---------------------------- | ---------------------------- |
| م                            | عداء                         | مرتبة                        |
| 171                          | Clément Braz Afonso ‏         | 27                           |
| 172                          | Matisse Julien ‏              | لم يكمل السباق               |
| 173                          | Antoine Hue ‏                 | لم يكمل السباق               |
| 174                          | Enzo Briand ‏                 | لم يكمل السباق               |
| 175                          | Artus Jaladeau ‏              | لم يكمل السباق               |
| 176                          | Léo Danès ‏                   | 70                           |
| 177                          | Robin Plamondon ‏             | 61                           |

| Cofidis COF | Cofidis COF      | Cofidis COF    |
| ----------- | ---------------- | -------------- |
| م           | عداء             | مرتبة          |
| 1           | أنتوني بيريز     | 35             |
| 2           | جون ازقيراي      | 30             |
| 3           | خيسوس هييرادة    | لم يكمل السباق |
| 4           | Axel Mariault ‏   | 20             |
| 5           | Jonathan Lastra ‏ | لم يكمل السباق |
| 6           | Harrison Wood ‏   | 79             |
| 7           | توماس شامبيون    | 78             |

| Soudal Quick-Step SOQ | Soudal Quick-Step SOQ | Soudal Quick-Step SOQ |
| --------------------- | --------------------- | --------------------- |
| م                     | عداء                  | مرتبة                 |
| 11                    | جيمس نوكس             | 56                    |
| 12                    | Paul Magnier ‏         | 38                    |
| 13                    | فوستو ماسنادا         | 76                    |
| 14                    | Antoine Huby ‏         | 24                    |
| 15                    | Gil Gelders ‏          | لم يكمل السباق        |
| 16                    | Louis Vervaeke ‏       | 37                    |
| 17                    | بيتر سيري             | 54                    |

| UAE Team Emirates UAD | UAE Team Emirates UAD | UAE Team Emirates UAD |
| --------------------- | --------------------- | --------------------- |
| م                     | عداء                  | مرتبة                 |
| 21                    | خوان أيوسو            | 2                     |
| 22                    | مارك هيرشي (طريق)     | 1                     |
| 24                    | دييغو يليسي           | لم يبدأ               |
| 25                    | Sjoerd Bax ‏           | لم يكمل السباق        |
| 26                    | Igor Arrieta ‏         | 55                    |
| 27                    | دومين نوفاك           | لم يكمل السباق        |

| Israel-Premier Tech IPT | Israel-Premier Tech IPT | Israel-Premier Tech IPT |
| ----------------------- | ----------------------- | ----------------------- |
| م                       | عداء                    | مرتبة                   |
| 31                      | كوربين سترونغ           | 8                       |
| 32                      | ستيفن وليامز            | 83                      |
| 33                      | نيك شولتز               | 32                      |
| 34                      | Marco Frigo ‏            | 52                      |
| 35                      | هوغو هول                | لم يكمل السباق          |
| 36                      | Nadav Raisberg ‏         | 80                      |
| 37                      | سيمون كلارك             | 32                      |

| Intermarché-Wanty IWA | Intermarché-Wanty IWA | Intermarché-Wanty IWA |
| --------------------- | --------------------- | --------------------- |
| م                     | عداء                  | مرتبة                 |
| 41                    | جورج تسيمارمان        | 25                    |
| 42                    | Francesco Busatto ‏    | 12                    |
| 43                    | ليليان كالجمان        | 29                    |
| 44                    | Rune Herregodts ‏      | لم يكمل السباق        |
| 45                    | Rein Taaramäe         | لم يكمل السباق        |
| 46                    | Sacha Prestianni‏      | 45                    |
| 47                    | Simone Gualdi ‏        | 41                    |

| Lidl-Trek LTK | Lidl-Trek LTK            | Lidl-Trek LTK  |
| ------------- | ------------------------ | -------------- |
| م             | عداء                     | مرتبة          |
| 51            | Mattias Skjelmose (طريق) | 5              |
| 52            | باوك موليما              | 22             |
| 53            | Amanuel Ghebreigzabhier ‏ | 31             |
| 54            | كوين سيمونز (طريق)       | 64             |
| 55            | جوليان برنارد            | 65             |
| 56            | Louis Leidert ‏           | لم يكمل السباق |
| 57            | فابيو فلين               | 63             |

| Groupama-FDJ GFC | Groupama-FDJ GFC      | Groupama-FDJ GFC |
| ---------------- | --------------------- | ---------------- |
| م                | عداء                  | مرتبة            |
| 61               | فالنتين مادواس (طريق) | 40               |
| 62               | Rémy Rochas ‏          | 62               |
| 63               | Kevin Geniets ‏        | 16               |
| 64               | Thibaud Gruel ‏        | 23               |
| 65               | Lorenzo Germani ‏      | لم يكمل السباق   |
| 66               | لارس فان دن بيرغ ‏     | لم يبدأ          |
| 67               | Maxime Decomble ‏      | لم يكمل السباق   |

| Team dsm-firmenich PostNL DFP | Team dsm-firmenich PostNL DFP | Team dsm-firmenich PostNL DFP |
| ----------------------------- | ----------------------------- | ----------------------------- |
| م                             | عداء                          | مرتبة                         |
| 71                            | رومان بارديه                  | 13                            |
| 72                            | وارن بارجويل                  | 4                             |
| 73                            | Kevin Vermaerke ‏              | 19                            |
| 74                            | كريس هاميلتون                 | 60                            |
| 75                            | رومان كومبو                   | 74                            |
| 76                            | Martijn Tusveld ‏              | 75                            |
| 77                            | باتريك بيفن                   | لم يكمل السباق                |

| Lotto Dstny LTD | Lotto Dstny LTD   | Lotto Dstny LTD |
| --------------- | ----------------- | --------------- |
| م               | عداء              | مرتبة           |
| 81              | Maxim Van Gils ‏   | 3               |
| 83              | إدواردو سيبولفيدا | لم يكمل السباق  |
| 84              | Sylvain Moniquet ‏ | 50              |
| 85              | يوناس غريغارد     | 84              |
| 86              | Jenno Berckmoes ‏  | 50              |
| 87              | Jarrad Drizners ‏  | لم يكمل السباق  |

| Decathlon-AG2R La Mondiale DAT | Decathlon-AG2R La Mondiale DAT | Decathlon-AG2R La Mondiale DAT |
| ------------------------------ | ------------------------------ | ------------------------------ |
| م                              | عداء                           | مرتبة                          |
| 91                             | بينوا كوسنيفروي                | 9                              |
| 92                             | Dorian Godon ‏                  |                                |
| 93                             | Clément Berthet ‏               | 34                             |
| 94                             | Nans Peters ‏                   | 26                             |
| 95                             | Bastien Tronchon ‏              | 6                              |
| 96                             | Paul Lapeira ‏                  | 7                              |
| 97                             | Jaakko Hänninen ‏               | لم يكمل السباق                 |

| Arkéa-B&B Hotels ARK | Arkéa-B&B Hotels ARK | Arkéa-B&B Hotels ARK |
| -------------------- | -------------------- | -------------------- |
| م                    | عداء                 | مرتبة                |
| 101                  | فينتشنزو ألبانيز     | 17                   |
| 102                  | كليمان فنتوريني      | 15                   |
| 103                  | Louis Barré ‏         | 42                   |
| 104                  | ميشيل رييس           | 58                   |
| 105                  | Simon Guglielmi ‏     | 87                   |
| 106                  | أنتوني ديلابلاسي     | 77                   |
| 107                  | Kévin Ledanois ‏      | 59                   |

| سويس ريسينغ أكادمي ‏ TUD | سويس ريسينغ أكادمي ‏ TUD | سويس ريسينغ أكادمي ‏ TUD |
| ----------------------- | ----------------------- | ----------------------- |
| م                       | عداء                    | مرتبة                   |
| 111                     | لوكاس أريكسون (طريق)    | 14                      |
| 112                     | Simon Pellaud ‏          | 71                      |
| 113                     | سيباستيان رايشنباخ      | 43                      |
| 114                     | Hannes Wilksch ‏         | 66                      |
| 115                     | Marco Brenner ‏          | 81                      |
| 116                     | Roland Thalmann ‏        | 44                      |
| 117                     | Aloïs Charrin ‏          | 85                      |

| أونو-إكس موبيليتي ‏ UXM | أونو-إكس موبيليتي ‏ UXM   | أونو-إكس موبيليتي ‏ UXM |
| ---------------------- | ------------------------ | ---------------------- |
| م                      | عداء                     | مرتبة                  |
| 121                    | Fredrik Dversnes ‏ (طريق) | 69                     |
| 122                    | يوهانس كولسيت ‏           | 21                     |
| 123                    | Ådne Holter ‏             | 82                     |
| 124                    | Simon Dalby (cyclist) ‏   | 39                     |
| 125                    | أودد كريستيان إيكينغ     | 46                     |
| 126                    | Magnus Kulset ‏           | 67                     |

| بنجوال باوليز ساوكس دبليو بي ‏ BWB | بنجوال باوليز ساوكس دبليو بي ‏ BWB | بنجوال باوليز ساوكس دبليو بي ‏ BWB |
| --------------------------------- | --------------------------------- | --------------------------------- |
| م                                 | عداء                              | مرتبة                             |
| 131                               | ماركو تيزا                        | 33                                |
| 132                               | Dimitri Peyskens ‏                 | 73                                |
| 133                               | فلوريس دي تير                     | 47                                |
| 134                               | Aaron Van der Beken ‏              | 72                                |
| 135                               | Louka Matthys ‏                    | 36                                |
| 136                               | Noah Detalle‏                      | لم يكمل السباق                    |
| 137                               | Lucas Jacques‏                     | لم يكمل السباق                    |

| TotalEnergies TEN | TotalEnergies TEN   | TotalEnergies TEN |
| ----------------- | ------------------- | ----------------- |
| م                 | عداء                | مرتبة             |
| 141               | Mathieu Burgaudeau ‏ | 18                |
| 142               | Sandy Dujardin ‏     | 11                |
| 143               | Jordan Jegat ‏       | 48                |
| 144               | الكسيس فويليرموز    | لم يكمل السباق    |
| 145               | Alan Jousseaume ‏    | لم يكمل السباق    |
| 146               | Fabien Grellier ‏    | لم يكمل السباق    |
| 147               | Mattéo Vercher ‏     | 62                |

| Nice Métropole Côte d'Azur ‏ NMC | Nice Métropole Côte d'Azur ‏ NMC | Nice Métropole Côte d'Azur ‏ NMC |
| ------------------------------- | ------------------------------- | ------------------------------- |
| م                               | عداء                            | مرتبة                           |
| 151                             | Jean-Louis Le Ny ‏               | 68                              |
| 152                             | Alexander Konijn ‏               | لم يكمل السباق                  |
| 153                             | Melvin Crommelinck ‏             | لم يكمل السباق                  |
| 154                             | Jonathan Couanon ‏               | لم يبدأ                         |
| 156                             | Andrea Mifsud ‏                  | 49                              |
| 157                             | Alexandre Léonien ‏              | لم يكمل السباق                  |

| Van Rysel–Roubaix ‏ VRR | Van Rysel–Roubaix ‏ VRR | Van Rysel–Roubaix ‏ VRR |
| ---------------------- | ---------------------- | ---------------------- |
| م                      | عداء                   | مرتبة                  |
| 161                    | Maxime Jarnet ‏         | 86                     |
| 162                    | Célestin Guillon ‏      | لم يكمل السباق         |
| 163                    | Maximilien Juillard ‏   | لم يكمل السباق         |
| 164                    | Rémi Capron ‏           | 57                     |
| 165                    | كيني مولي              | لم يكمل السباق         |

| CIC U Nantes Atlantique ‏ UCN | CIC U Nantes Atlantique ‏ UCN | CIC U Nantes Atlantique ‏ UCN |
| ---------------------------- | ---------------------------- | ---------------------------- |
| م                            | عداء                         | مرتبة                        |
| 171                          | Clément Braz Afonso ‏         | 27                           |
| 172                          | Matisse Julien ‏              | لم يكمل السباق               |
| 173                          | Antoine Hue ‏                 | لم يكمل السباق               |
| 174                          | Enzo Briand ‏                 | لم يكمل السباق               |
| 175                          | Artus Jaladeau ‏              | لم يكمل السباق               |
| 176                          | Léo Danès ‏                   | 70                           |
| 177                          | Robin Plamondon ‏             | 61                           |

## التصنيف العام النهائي
| التصنيف العام         | التصنيف العام       | التصنيف العام              | التصنيف العام | التصنيف العام |
| العداء                | العداء              | الفريق                     | الوقت         |               |
| --------------------- | ------------------- | -------------------------- | ------------- | ------------- |
| 1                     | مارك هيرشي          | فريق الإمارات              | 4 س 41 د 28 ث |               |
| 2                     | خوان أيوسو          | فريق الإمارات              | + 5 ث         |               |
| 3                     | Maxim Van Gils ‏     | Lotto Dstny                | + 8 ث         |               |
| 4                     | وارن بارجويل        | Team dsm-firmenich PostNL  | + 12 ث        |               |
| 5                     | ماتياس سكجلموس جنسن | Lidl-Trek                  | + 15 ث        |               |
| 6                     | Bastien Tronchon ‏   | Decathlon-AG2R La Mondiale | + 25 ث        |               |
| 7                     | Paul Lapeira ‏       | Decathlon-AG2R La Mondiale | + 1 د 05 ث    |               |
| 8                     | كوربين سترونغ       | Israel-Premier Tech        | + 1 د 07 ث    |               |
| 9                     | بينوا كوسنيفروي     | Decathlon-AG2R La Mondiale | + 1 د 21 ث    |               |
| 10                    | Dorian Godon ‏       | Decathlon-AG2R La Mondiale | + 1 د 21 ث    |               |
|                       |                     |                            |               |               |
| مصدر: ProCyclingStats |                     |                            |               |               |

## وصلات خارجية
- الموقع الرسمي
- لمحة عن سباق لادروم كلاسيك 2024 على موقع  ProCyclingStats   (برو  سايكلنج  ستاتس) - إحصاءات  محترفي  الدراجات.
- لادروم كلاسيك 2024 على موقع إحصائيات الدراجات الإحترافية (الإنجليزية)